# Parides aeneas
Parides aeneas is een vlinder uit de familie van de pages (Papilionidae). De wetenschappelijke naam is gepubliceerd in 1758 door Carl Linnaeus in de tiende editie van Systema naturae.